# Zach Myers
 (juillet 2023).
Si vous disposez d'ouvrages ou d'articles de référence ou si vous connaissez des sites web de qualité traitant du thème abordé ici, merci de compléter l'article en donnant les références utiles à sa vérifiabilité et en les liant à la section « Notes et références ».
Zach Myers est né le 7 novembre 1983 à Memphis dans le Tennessee. Il a fondé et est actuellement le guitariste du groupe de Rock The Fairwell. Il est également l'ancien bassiste et l'actuel guitariste du groupe de Rock Shinedown et est le directeur du groupe de pop rock Sore Eyes à Memphis.

## Vie personnelle
Il a déclaré que ses influences musicales guitaristes sont Jimi Hendrix, Stevie Ray Vaughan, Jimmy Page, Adam Duritz, Bono, Phil Lynott et Damon Johnson. Sa première guitare a été une Series 10 - Strat. Zach se dit être un collectionneur matériel musical "vintage", actuellement il détenteur et propriétaire de 129 différentes guitares de différentes marques.

## Carrière

### The Fairwell
The Fairwell est un groupe de rock de Memphis, Tennessee. Le groupe a été fondé par le chanteur et guitariste Zach Myers basée à Beale Street. Les autres membres du groupe ont changé au fil des ans, à l'exception notable de longue date et le guitariste et chanteur actuel Chris Allen. Le batteur Michael McManus est le plus récent de la bande, il a adhéré au groupe en 2008. Le groupe a ouvert les portes du succès des dizaines d'artistes prestigieux, tels que 3 Doors Down et Hinder, et est apparue dans de nombreux magazines, radio, apparitions à la télévision, le plus récent est le 24 mars 2008 sur la télévision CBS "Live à 9".

### Shinedown
Zach rejoint Shinedown comme guitariste rythmique en tournée en 2005, avant de devenir leur bassiste temporaire après le départ de Brad Stewart en 2007. Au début de 2008, il a assumé le rôle de guitariste rythmique permanent. Le 18 décembre, 2008, Nick Perri quitte Shinedown, laissant Zach assumer le rôle de guitariste rythmique pour le groupe.
Le 23 mars 2010, Zach Myers est apparu sur la couverture d'un magazine de guitare.

## Collaboration
- Zach Myers a tourné avec Saliva en 2004 et 2005 remplaçant Dave Novotny au concert de NonPoint.
- Le 15 avril 2011 Zach rejoint Brother Cane en tant que guitariste pour leur show au festival "International Guitar" à Dallas.

## Management
Myers dirige sa propre compagnie d'artistes se nommant  Cursed Management Group. Myers a fait sa première incursion dans le management d'artistes avec le groupe de rock de Memphis Sore Eyes. Après avoir vu le groupe jouer il a été impressionné et il a demandé à Sore Eyes pour soutenir Shinedown pour quelques spectacles à guichets fermés à l'Atelier d'usinage à Flint dans le Michigan, en Décembre 2008. À l'insu de la bande leurs performances ont été utilisés par Zach Myers comme une audition pour voir si elles pourraient avoir des clients potentiels. Selon le chanteur Shi Eubank, après les spectacles Myers avait dit: «Eh bien, la raison pour laquelle je vous ai fait sortir ici, c'est que je voulais voir si vous voulez couler ou nager en face d'une foule comme ça... et vous les gars vous ici de la brasse. Il a alors dit à la bande qu'il aimerait intervenir et travailler sur la fin de gestion avec eux.

## Discographie

### Shinedown
- The Sound of Madness (2008, Atlantic Records)
- Amaryllis (2012, Atlantic Records)
- Threat To Survival (2015, Atlantic Records)
- Attention Attention (2018, Atlantic Records)

### Smith & Myers
- Volumes, 1 & 2 (2020, Atlantic Records)
- Acoustic Sessions (2014, Atlantic Records)

### The Fairwell
- Schizophrenic Love Songs, Pt. 1 (2021)

## Équipement

### Guitares
- PRS Guitars
  - Charcoal Burst PRS Singlecut
  - PRS Singlecut 3 Humbuckers
  - 3 Humbucker Silverburst PRS, 2e prototype
  - PRS Singlecut Bleu Royal
  - Starla Bigsby, 59'/09' PRS pickups Or
  - PRS Hollowbody I Blanc
- Fender
  - Noir et Naturel 72' Fender Telecaster Thinline
- Gibson
  - Les Paul Noir et Customisé
  - Double Cut Les Paul Jr. Rouge
  - Original 58 Les Paul Burst finish
- Custom Built Bill Nash Telecaster
- Saint Blues
- Parkwood
- Reverend
  - Warhawk 390

### Cordes
- SIT - Nickelwounds

### Amplificateurs
- Diezel Hebert
- Hiwatt HH-100

### Médiators
- In Tune 0.73MM

### Équipements
- GCX Pedal Board
- Samson UR-5D
- BossDC-2 Chorus Pedal
- Digitech Hyper Phase
- Dunlop Bob Bradshaw Boost/Overdrive (Zach utilise seulement le boost)
- Boss CS-3 Compression Sustainer
- Ibanez TS-9 Tube Screamer
- Electro-Harmonix XO Micro Pog Octave Pedal
- Line 6 DL4 Delay Pedal
- Furman Voltage Regulator